# Приозерне (Керченський район)
Приозе́рне (до 1945 — Чюрюба́ш, крим. Çürübaş) — село Керченського району Автономної Республіки Крим.

## Історія
Неподалік Іванівки виявлено залишки поселень доби бронзи і середньовічного поселення (VIII—X ст.), досліджувались також рештки могильника і міста-фортеці Боспорського царства Ілурата (І—III ст.). Залишки городища цього часу є біля сіл Приозерного і Михайлівни, поселень — біля сіл Челябінцевого і Огоньків.
Поблизу Огоньків, крім того, у групі курганів «Три брати» розкопано могилу скіфської цариці (IV ст.
до н. е.), похованої в розкішному вбранні з золотими прикрасами.